# Louis Eugène Félix Néel
Louis Eugène Félix Néel, francoski fizik, * 22. november 1904, Lyon, Francija, † 17. november 2000 Brive-la-Gaillarde, Francija.
Néel je leta 1970 skupaj z Alfvénom prejel Nobelovo nagrado za fiziko »za temeljno delo in odkritja povezana z antiferomagnetizmom in feromagnetizmom, ki so vodila do pomembnih uporab v fiziki trdnin.« Med letoma 1946 in 1976 je bil profesor na univerzah v Strasbourgu in Grenobleu.